# Chorizo canario
El chorizo canario, chorizo de perro o chorizo perrero es un chorizo de pasta blanda típico de Canarias. Entre los más conocidos están el chorizo de Teror, el chorizo palmero y el chorizo de Chacón en Lanzarote.

## Elaboración
Para su elaboración se utiliza carne de cerdo molida, ajo, sal, especias, vino y, opcionalmente, pimentón. De este último ingrediente dependerá que la variedad obtenida sea blanca o roja. Tras amasar la pasta y dejarla reposar unos días se embute en la tripa del animal o similar.

## Usos
Dada la textura de este chorizo se utiliza fundamentalmente para untar rebanadas de pan o tostadas o para comerlo en bocadillo, untando el interior del pan con la pasta.